# Nomioides steinbergi
Nomioides steinbergi là một loài Hymenoptera trong họ Halictidae. Loài này được Pesenko mô tả khoa học năm 1983.